# Afzelia quanzensis
Afzelia quanzensis es una especie de árbol perteneciente a la familia de las fabáceas. Es originaria de África.  

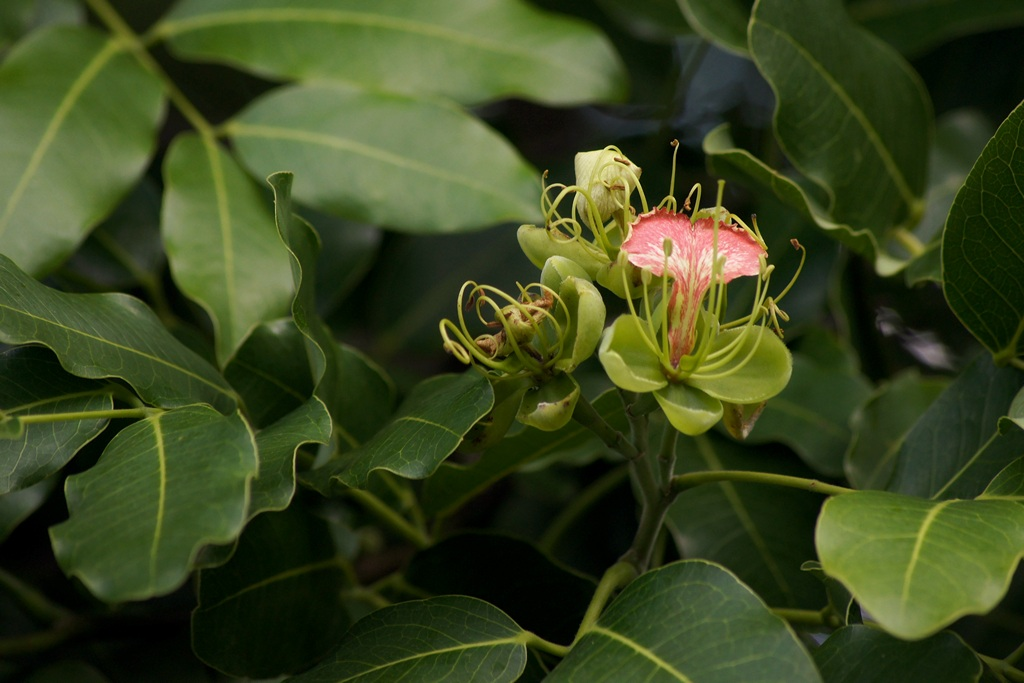
Detalle de la flor

## Descripción
Es un árbol de 1,5 a 35 m de altura, con tronco irregular,  y 10-50 (-100) cm de diámetro.

## Distribución y hábitat
Se encuentra en matorrales, bosques perennes o secos, bosques abiertos con Brachystegia en miombo, en la arena,  con suelos relativamente secos, cerca de termiteros,  bosques ribereños; también en torno a inselbergs, etc .. En Botsuana, Sudáfrica y en la Franja de Caprivi.

## Ecología
Esta planta sirve de alimento a las larvas de mariposas Charaxes bohemani.

## Taxonomía
Afzelia quanzensis fue descrita por Friedrich Welwitsch  y publicado en Apontamentos Phytogeographicos 586. 1858.
Sinonimia
- Pahudia quanzensis (Welw.) Prain
- Intsia quanzensis (Welw.) Kuntze
- Afrafzelia quanzensis (Welw.) Pierre
- Afzelia attenuata Klotzsch (1861)
- Afzelia petersiana Klotzsch
- Pahudia attenuata (Klotzsch) Prain[2]